# Lingue germaniche occidentali
Le lingue germaniche occidentali costituiscono il più grande dei tre rami in cui viene suddivisa la famiglia delle lingue germaniche (gli altri due sono le lingue germaniche settentrionali e le estinte lingue germaniche orientali). Il ramo germanico occidentale viene solitamente diviso in tre sottogruppi: le lingue del Mare del Nord o ingevoniche (tra cui l'inglese), le lingue del Reno-Weser o istevoniche (tra cui l'olandese) e le lingue dell'Elba o erminoniche (tra cui il tedesco).
L'inglese è di gran lunga la lingua germanica occidentale più parlata, con oltre un miliardo di locutori in tutto il mondo. In Europa, le tre lingue germaniche occidentali più diffuse sono l'inglese, il tedesco e l'olandese. Il gruppo comprende decine di altre lingue, tra cui il frisone, il basso tedesco, lo scots, il lussemburghese, l'afrikaans e lo yiddish. Esistono inoltre numerosi creoli, patois e pidgin basati su olandese, inglese e tedesco (che non sono tuttavia propriamente classificati come parte del gruppo germanico occidentale).

## Storia

### Origine
Le lingue germaniche sono tradizionalmente divise in tre gruppi: occidentale, orientale e settentrionale. Data la scarsità di attestazioni, l'esatta relazione tra questi gruppi è stata difficile da determinare e alcune varietà rimangono di difficile classificazione. Una di esse è la non attestata lingua degli Juti: oggi, la maggioranza dei linguisti classifica lo jutico antico come una varietà germanica occidentale che tuttavia condivide diverse caratteristiche con il germanico settentrionale.
Dal punto di vista archeologico, i popoli germanici occidentali si separarono dalla cultura di Jastorf (solitamente associata all'orizzonte proto-germanico) attorno al I secolo a.C.
Fino alla fine del XX secolo, alcuni studiosi ritenevano che tutte le lingue germaniche fossero rimaste mutualmente intellegibili fino al termine del periodo delle migrazioni, mentre altri sostenevano che i locutori di dialetti germanici occidentali non fossero più in grado di comprendere le varietà orientali, come il gotico, già a partire dal III secolo. Tuttavia, in seguito ai consistenti progressi fatti nello studio sulle lingue germaniche all'inizio del XXI secolo, esiste oggi un generale consenso nella comunità linguistica sulla non mutua intellegibilità tra germanico occidentale e orientale nel periodo tardo antico, mentre una parziale intellegibilità rimaneva tra germani occidentali e settentrionali.
Quest'ultimo punto, unito al fatto che le lingue germaniche occidentali e settentrionali condividono alcune innovazioni linguistiche non presenti nelle lingue germaniche orientali (vedi la sezione Sviluppi fonologici e fonotattici dal proto-germanico), ha portato alcuni linguisti a ipotizzare l'esistenza di una fase "germanica nordoccidentale" condivisa.

### Prime attestazioni

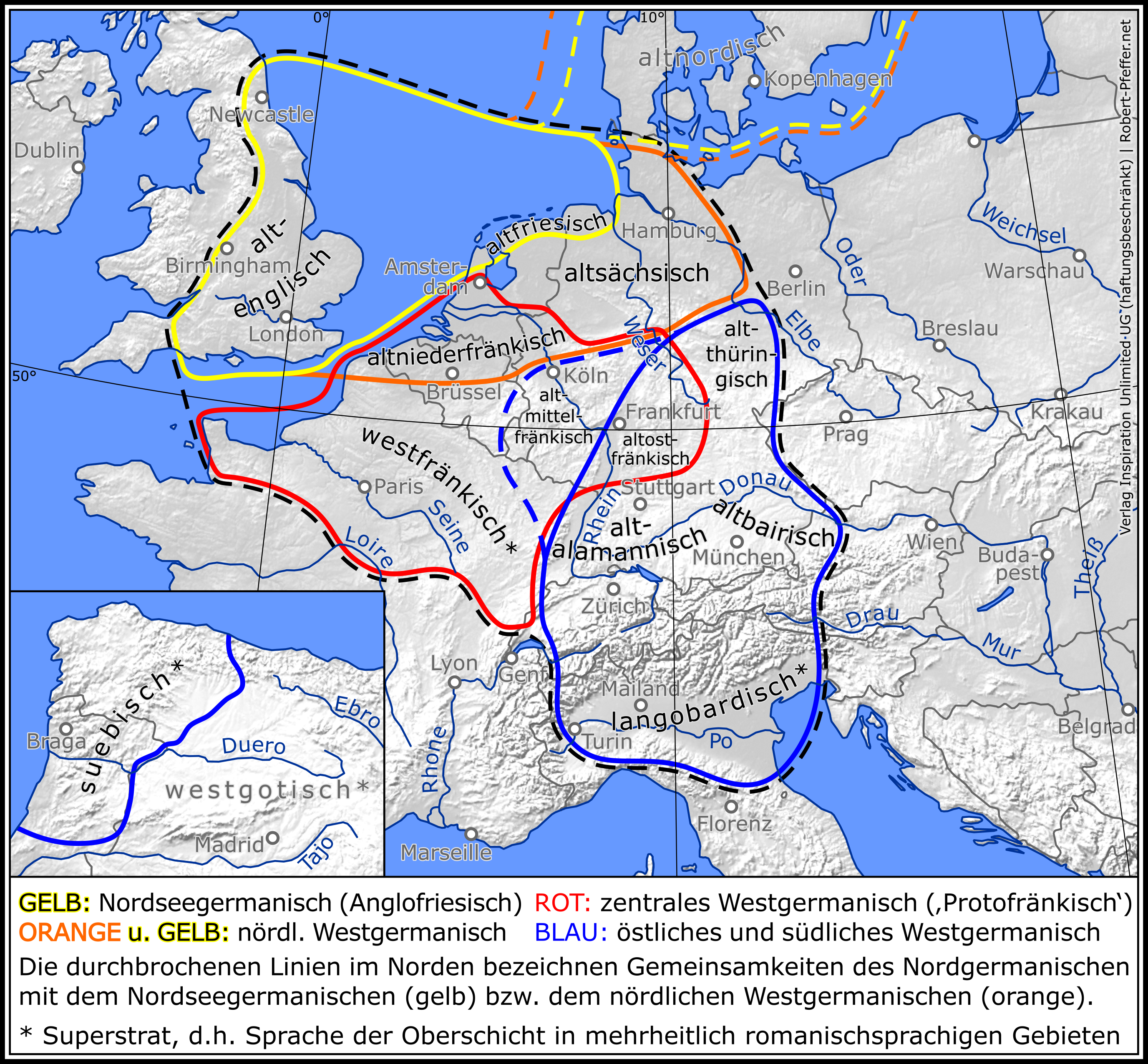
Area di diffusione delle lingue germaniche occidentali attorno al 580

Le più antiche testimonianze scritte di lingue germaniche occidentali si trovano in alcune opere latine classiche, come il De bello Gallico di Cesare, la Naturalis historia di Plinio il Vecchio o la Germania di Tacito. In questi testi sono riportati, latinizzati, oltre ai nomi di tribù, divinità e popoli germanici, anche alcuni vocaboli quali alces (alce), ganta (oca), glaesum (ambra), sapo (unguento) e urus (uro). Le più antiche testimonianze scritte autoctone del germanico occidentale sono un'ottantina di iscrizioni in runico (tra cui il pettine di Frienstedt) risalenti dal III al VII secolo, quando la tradizione runica fu abbandonata in seguito alla cristianizzazione.
Una tradizione un minimo più consistente di testimonianze scritte delle varietà germaniche occidentali ebbe inizio nel V-VI secolo. Risalgono a questo periodo, per esempio, le varie raccolte giuridiche dei regni romano-barbarici (come la Lex salica di Clodoveo I o l'editto di Rotari dell'omonimo re longobardo) le quali, sebbene scritte in latino, contengono numerosi vocaboli provenienti dalle rispettive lingue germaniche occidentali parlate dalla classe dominante (rispettivamente il francone antico e il longobardo).
La trasmissione di interi testi iniziò nell'VIII secolo. A questo secolo risalgono i primi documenti in lingua inglese antica, tra cui il poema epico Beowulf (sebbene il manoscritto più antico giuntoci di questa opera risalga al X secolo). Allo stesso periodo risalgono i primi testi nelle varianti antiche del bavarese, dell'alemanno e del francone superiore, raccolte collettivamente sotto il termine ombrello di alto tedesco antico. Dal IX secolo ci sono giunti i primi testi in sassone antico, antenato del moderno basso tedesco, come la Genesi o lo Heliand. Il frisone antico è invece documentato in forma scritta solo a partire dal XIII secolo.

### Sviluppi successivi
Durante l'alto medioevo, il continuum linguistico delle lingue germaniche occidentali fu interrotto, da una parte, dallo sviluppo insulare dell'inglese antico e, dall'altra, dalla rotazione consonantica alto-tedesca, iniziata attorno al VII secolo nelle attuali Austria, Svizzera e Germania meridionale e poi propagatasi verso nord. Quest'ultimo sviluppo linguistico distinse le lingue alto-tedesche dal resto del germanico occidentale e creò in esso un nuovo gradiente dialettale basato sul grado di completamento della rotazione consonantica: da un totale completamento nelle varietà più meridionali (come il walser o il bavarese meridionale) a una totale assenza nelle varietà più settentrionali (come il basso tedesco o l'olandese).

## Elenco delle lingue germaniche occidentali
Le suddivisioni fra le varie famiglie e sottofamiglie del germanico occidentale non sono da considerarsi nette o esatte, poiché spesso i singoli idiomi locali sono parte di ampi continua dialettali dai confini sfumati.
Di seguito un elenco parziale delle lingue germaniche occidentali (sono riportate anche le lingue estinte o rimpiazzate da versioni più recenti).
| Lingue germaniche del Mare del Nord | Lingue germaniche del Reno-Weser | Lingue germaniche dell'Elba |
| --- | --- | --- |
| - Lingue anglo-frisoni - Lingua inglese antica † - Lingue angliche - Lingua inglese media † - Lingua inglese - Lingua scots - Lingua yola † - Lingua frisone antica † - Lingue frisoni - Lingua frisone media † - Lingua frisone occidentale - Lingua frisone orientale - Lingua frisone di Saterland - Lingua frisone settentrionale - Lingua sassone antica † - Lingua basso-tedesca media † - Lingua basso-tedesca - Dialetti basso-tedeschi occidentali - Dialetti basso-sassoni settentrionali - Lingua gronings - Lingua basso-tedesca della Frisia Orientale - Lingua ostfalica - Lingua vestfalica - Lingua achterhoeks - Lingua drèents - Lingua sallands - Lingua stellingwerfs - Lingua twents - Lingua urkers - Lingua veluws - Dialetti basso-tedeschi orientali - Lingua plautdietsch | - Lingua francone antica † - Lingue basso-franconi - Lingua olandese antica † - Lingua olandese media † - Lingue basso-franconi meridionali - Lingua limburghese - Lingue basso-franconi settentrionali - Lingua olandese protomoderna † - Lingua olandese - Dialetto brabantino - Lingua fiamminga - Dialetto fiammingo occidentale - Dialetto fiammingo orientale - Dialetto olandese - Lingua zelandese - Lingua afrikaans - Lingua oorlams | - Lingue alto-tedesche - Lingue letterarie - Lingua alto-tedesca antica † - Lingua alto-tedesca media † - Lingua alto-tedesca protomoderna † - Lingua tedesca - Lingue tedesche centrali - Lingue tedesche centrali occidentali - Lingue medio-franconi - Dialetto ripuario - Lingua kölsch - Dialetto mosellano - Lingua hunsrik - Lingua lussemburghese - Lingue franconi renane - Lingua tedesca palatina - Lingua tedesca della Pennsylvania - Dialetti assiani - Dialetto assiano centrale - Dialetto assiano meridionale - Dialetto assiano orientale - Dialetto assiano settentrionale - Lingue tedesche centrali orientali - Lingua alto-sassone - Dialetto turingio - Dialetti alto-sassoni settentrionali e brandeburghesi meridionali - Dialetto alto-sassone settentrionale - Dialetto brandeburghese meridionale - Lingua tedesca slesiana - Lingua vilamoviana - Lingue tedesche superiori - Lingua francone orientale - Lingue tedesche alemanne - Lingua sveva - Dialetto basso-alemanno - Dialetto alemanno centrale - Dialetto alto-alemanno - Dialetto altissimo-alemanno - Lingua bavarese - Dialetto bavarese centrale - Dialetto bavarese settentrionale - Dialetto bavarese meridionale - Lingua cimbra - Lingua mochena - Lingua tedesca hutterita - Lingua yiddish |

† = varietà estinta

## Protolingua

### Datazione del proto-germanico-occidentale
Se una lingua proto-germanica-occidentale è effettivamente esistita (vedi sotto la sezione Dibattito sul germanico occidentale), essa deve essere stata parlata tra il II e il VII secolo. Fino alla fine del II secolo, infatti, la lingua delle iscrizioni runiche in Scandinavia e quella delle iscrizioni in Germania settentrionale sono talmente simili da essere sostanzialmente indistinguibili (fase linguistica talvolta definita "proto-germanico-nordoccidentale"), motivo per cui la separazione tra il ramo settentrionale e quello occidentale del germanico deve esse avvenuta dopo questa data. Tra il IV e il V secolo avvennero le grandi migrazioni ed entro la fine del VI secolo l'area nella quale le varietà germaniche occidentali erano parlate (perlomeno dalle classi alte) si era triplicata rispetto a duecento anni prima. Questa espansione accelerò la disintegrazione della lingua germanica occidentale portando alla nascita delle sue lingue figlie.
Per quanto progressivamente differenziatisi, si ritiene che, sulla base della loro sintassi quasi identica, i dialetti germanici occidentali fossero ancora abbastanza simili tra loro da essere mutualmente intellegibili fino al VII secolo. L'avvento della rotazione consonantica alto-tedesca, sempre nel VII secolo, può essere considerato come la fine dell'unità linguistica tra i dialetti germanici occidentali, sebbene i suoi effetti da soli non dovrebbero essere sopravvalutati. È infatti molto probabile che la mutua intellegibilità tra dialetti spazialmente prossimi permase anche a cavallo dell'isoglossa della rotazione.

### Ricostruzione del proto-germanico-occidentale
Diversi studiosi e accademici hanno pubblicato varie ricostruzioni dei paradigmi morfologici del proto-germanico-occidentale e molti autori hanno tentato di ricostruire singoli morfemi o lessemi, ma la prima ricostruzione complessiva della protolingua germanica occidentale è stata pubblicata nel 2013 da Wolfram Euler, seguito nel 2014 da Donald Ringe e Ann Taylor.

### Fonologia e fonotassi

#### Sviluppi fonologici e fonotattici dal proto-germanico
Il sistema fonologico e fonotattico del proto-germanico-occidentale ricostruito non differisce molto da quello del proto-germanico, con pochi cambiamenti nella categorizzazione e nella realizzazione fonetica di alcuni fonemi.
Alcuni dei cambiamenti fonologici e fonotattici più rilevanti comuni a tutte lingue germaniche occidentali e quindi ascrivibili a un'ipotetica protolingua sono:
- Delabializzazione delle consonanti labiovelari tranne che in principio di parola.[13][5][14]
- Assimilazione di *-zw- e *- đw- a *-ww- e.g. *izwiz > *iwwiz 'voi' dat.; *feđwōr > *fewwōr 'quattro'.[15]
- Fortizione di [ð], allofono fricativo di /d/, a [d] in tutte le posizioni (le altre due fricative [β] e [ɣ] restano invece invariate).[16] Questo fenomeno è necessariamente accaduto dopo l'assimilazione di *-zw- e *- đw- a *-ww-.[17]
- Sostituzione della desinenza della seconda persona singolare del preterito -t con -ī nell'indicativo e nel congiuntivo.[18] Da più di 150 anni è aperto un dibattito scientifico su quale sia la migliore spiegazione per queste forme insolite. Oggi, la maggioranza dei linguisti, a partire da Julius von Fierlinger nel 1885,[19] seguito da Otto Behaghel (1922),[20] Hermann Hirt (1932),[21] Edgar Charles Polomé (1964),[22] Wolfgang Meid (1971),[23] Karl-Heinz Mottausch[24] e Wolfram Euler (1992)[25] e Eugen Hill (2004)[26], spiegano questa desinenza come un relitto del tempo aoristo del proto-indoeuropeo. Secondo questa ipotesi, la desinenza -t avrebbe sostituito a sua volta una precedente -ī(z). Critici di questa spiegazione, tra cui Wilhelm Scherer (1868), Willem Lodewijk van Helten (ante 1917), Edward Schröder (1921), Alfred Bammesberger (1986) e Donald Ringe (2014), ritengono invece che questa forma sia dovuta a un'influenza delle forme dell'ottativo.
- Perdita di /z/ in fine di parola.[13][27] Prima di sparire, /z/ si è trasformata in una consonante rotica (spesso trascritta come ʀ), successivamente fusasi con /r/, ancora riscontrabile in alcune parole monosillabiche nell'alto tedesco antico.
- Perdita di *-a (/a/) e *-an# (/aN/) in fine di parola nei vocaboli polisillabici. Questo fenomeno è necessariamente accaduto dopo la perdita di /z/ finale e combinato con quest'ultimo ha reso identici il nominativo e l'accusativo di numerosi sostantivi.[17]
- Geminazione germanica occidentale: raddoppiamento di tutte le consonanti eccetto /r/ davanti a /j/.[13][28] Questo cambiamento è necessariamente accaduto dopo la perdita di *-a finale.[17]
- Assimilazione di *e proto-germanica a i davanti a i e j.[29]
- Riduzione delle vocali extra-lunghe a semplici vocali lunghe.
- Creazione di un nuovo fonema /o/ breve, nato dall'abbassamento di /u/ in sillaba iniziale davanti a /a/, e dalla riduzione di /ɔː/ in fine di parola.

Esistono inoltre una serie di innovazioni germaniche occidentali condivise con il germanico settentrionale, quindi ascrivibili a un'ipotetica fase comune "germanica nordoccidentale". Alcune di queste innovazioni sono:
- Abbassamento di *ē proto-germanica (/ɛː/, scritta anche come ǣ) ad ā'*ā (/æ:/).[30][31]
- Innalzamento di *-ō in fine di parola a *-ū.[32][33]
- Abbreviamento di *-ī e *-ū in fine di parola a *-i e *-u.[34]
- Perdita di *w tra consonante e *u atona.[35]
- *am atona > *um.[36][33]
- *er atona > *ar.[37]
- *u/*ū > *i/*ī nei pronomi di seconda persona.[38][31]
- Sviluppo della umlaut.[3]
- Rotacismo di /z/ a /r/.[3]
- Sviluppo di un nuovo pronome dimostrativo, antenato dell'inglese this.[3]

Una possibile cronologia relativa riguardante circa 20 mutazioni fonetiche intercorse tra il proto-germanico-nordoccidentale e il proto-germanico-occidentale (alcuni dei quali avvenuti solo in specifiche regioni) è stata pubblicata dai Donald Ringe nel 2014.

#### Consonanti
|               | Bilabiale | Bilabiale | Dentale | Dentale | Alveolare | Alveolare | Palatale | Velare | Velare | Labiovelare | Labiovelare |
| ------------- | --------- | --------- | ------- | ------- | --------- | --------- | -------- | ------ | ------ | ----------- | ----------- |
| Nasale        | m         | m         |         |         | n         | n         |          | (ŋ)    | (ŋ)    | (ŋʷ)        | (ŋʷ)        |
| Occlusiva     | p         | b~v       | t       | d       |           |           |          | k      | g~ɣ    | kʷ          | gʷ~ɣʷ       |
| Fricativa     | f         | b~v       | θ       | θ       | s         | z         |          | x      | g~ɣ    | xʷ          | gʷ~ɣʷ       |
| Rotica        |           |           |         |         | r         | z         |          |        |        |             |             |
| Approssimante |           |           |         |         | l         | l         | j        |        |        | w           | w           |

#### Vocali
|                 | Anteriore       | Anteriore       | Centrale        | Centrale    | Posteriore  | Posteriore |
| non arrotondata | non arrotondata | non arrotondata | non arrotondata | arrotondata | arrotondata |            |
|                 | breve           | lunga           | breve           | lunga       | breve       | lunga      |
| --------------- | --------------- | --------------- | --------------- | ----------- | ----------- | ---------- |
| Chiusa          | i               | iː              |                 |             | u           | uː         |
| Media           | e               | eː              |                 |             | o           | oː         |
| Aperta          |                 | æ:              | a               | aː          |             |            |

### Morfologia

#### Sviluppi morfologici dal proto-germanico
Alcune delle innovazioni morfologiche comuni a tutte le lingue germaniche occidentali sono:
- Sviluppo del gerundio.[39]
- Rianalisi del tema di grado zero proto-germanico *-skapiz in un suffisso produttivo per la creazione di nomi astratti a partire da altri sostantivi: e.g. *friund(a)skapi, 'amicizia', da *friund, 'amico' (cfr. l'inglese friendship e il tedesco Freundschaft).[40][41]

#### Sostantivi
I paradigmi nominali del proto-germanico-occidentale sono stati ricostruiti come segue:
| Caso        | Nomi in -a- (m.) *dagă (giorno) | Nomi in -a- (m.) *dagă (giorno) | Nomi in -ja- *herjă (esercito) | Nomi in -ja- *herjă (esercito) | Nomi in -ija- *hirdijă (pastore) | Nomi in -ija- *hirdijă (pastore) | Nomi in -a- (n.) *joką (giogo) | Nomi in -a- (n.) *joką (giogo) | Nomi in -ō- *gebu (dono) | Nomi in -ō- *gebu (dono) | Nouns in -i- *gastĭ/*gasti (ospite) | Nouns in -i- *gastĭ/*gasti (ospite) | Nomi in -u- *sunu (figlio)     | Nomi in -u- *sunu (figlio) | Nouns in -u- (n.) *fehu (bestiame) | Nouns in -u- (n.) *fehu (bestiame) |
| Caso        | Singolare                       | Plurale                         | Singolare                      | Plurale                        | Singolare                        | Plurale                          | Singolare                      | Plurale                        | Singolare                | Plurale                  | Singolare                           | Plurale                             | Singolare                      | Plurale                    | Singolare                          | Plurale                            |
| ----------- | ------------------------------- | ------------------------------- | ------------------------------ | ------------------------------ | -------------------------------- | -------------------------------- | ------------------------------ | ------------------------------ | ------------------------ | ------------------------ | ----------------------------------- | ----------------------------------- | ------------------------------ | -------------------------- | ---------------------------------- | ---------------------------------- |
| Nominativo  | *dag/dagă                       | *dagō?/dagā                     | *herjă/*hari                   | *herjā/*harjō?                 | *hirdijă                         | *hirdijō                         | *joką                          | *joku                          | *gebu                    | *gebā/*gebō              | *gastĭ/*gasti                       | *gastī                              | *sunu                          | *sunī<*suniwi/*suniwi, -ō  | *fehu                              | (?)                                |
| Vocativo    | *dag(ă)                         | *dagō?/dagā                     | *herjă/*hari                   | *herjā/*harjō?                 | *hirdī                           | *hirdijō                         | *joką                          | *joku                          | *gebu                    | *gebā/*gebō              | *gastĭ/*gasti                       | *gastī                              | *sunu                          | *sunī<*suniwi/*suniwi, -ō  | *fehu                              | (?)                                |
| Accusativo  | *dag/dagă                       | *dagą̄?/dagą                     | *herjă/*hari                   | *herją/*harją̄?                 | *hirdiją                         | *hirdiją̄                         | *joką                          | *joku                          | *geba/*gebā              | *gebā                    | *gastĭ/*gasti                       | *gasti/*gastį̄                       | *sunu                          | *sunu < *sunų / *sunų̄?     | *fehu                              | (?)                                |
| Genitivo    | *dagas                          | *dagō                           | *herjes/*harjas                | *herjō/*harjō                  | *hirdijas                        | *hirdijō                         | *jokas                         | *jokō                          | *gebā                    | *gebō(nō)/*gebō          | *gastes/*gastī                      | *gastijō                            | *sunō                          | *suniwō                    | *fehō                              | (?)                                |
| Dativo      | *dagē                           | *dagum                          | *herjē/*harjē                  | *herjum/*harjum                | *hirdijē                         | *hirdijum                        | *jokē                          | *jokum                         | *gebu/*gebē              | *gebōm                   | *gastē/*gastī                       | *gastim                             | *suniu < *suniwi / *suniwi, -ō | *sunum                     | *fehiwi, -ō                        | (?)                                |
| Strumentale | *dagu                           | *dagum                          | *herju/*harju                  | *herjum/*harjum                | *hirdiju                         | *hirdijum                        | *joku                          | *jokum                         | *gebu                    | *gebōm                   | *gastē/*gastī                       | *gastim                             | *sunu < *sunū / *sunu          | *sunum                     | *fehu                              | (?)                                |

### Vocabolario
La seguente tabella mette a confronto alcuni vocaboli del proto-germanico-occidentale con quelli che ne discendono nelle varie lingue del raggruppamento. Il genere grammaticale di ciascuna parola è segnato come maschile (m.), femminile (f.) o neutro (n.) dove presente.
| Frisone occidentale | Inglese      | Scots           | Yola                    | Afrikaans  | Olandese        | Limburghese   | Tedesco standard                    | Inglese antico                                   | Alto tedesco antico                    | Proto-germanico-occidentale                            | Proto-germanico                                                     |
| ------------------- | ------------ | --------------- | ----------------------- | ---------- | --------------- | ------------- | ----------------------------------- | ------------------------------------------------ | -------------------------------------- | ------------------------------------------------------ | ------------------------------------------------------------------- |
| kaam                | comb         | kaim            | khime / rack            | kam        | kam m.          | kâmp          | Kamm m.                             | camb m.                                          | camb m.                                | kąbă [see inscription of Erfurt-Frienstedt], *kambă m. | *kambaz m.                                                          |
| dei                 | day          | day             | dei                     | dag        | dag m.          | daag          | Tag m.                              | dæġ m.                                           | tag m.                                 | *dagă m.                                               | *dagaz m.                                                           |
| rein                | rain         | rain            | rhyne                   | reën       | regen m.        | rengel, raege | Regen m.                            | reġn m.                                          | regan m.                               | *regnă m.                                              | *regnaz m.                                                          |
| wei                 | way          | wey             | wei / wye               | weg        | weg m.          | weeg          | Weg m.                              | weġ m.                                           | weg m.                                 | *wegă m.                                               | *wegaz m.                                                           |
| neil                | nail         | nail            | niel                    | nael       | nagel m.        | nieëgel       | Nagel m.                            | næġel m.                                         | nagal m.                               | *naglă m.                                              | *naglaz m.                                                          |
| tsiis               | cheese       | cheese          | cheese                  | kaas       | kaas m.         | kieës         | Käse m.                             | ċēse, ċīese m.                                   | chāsi, kāsi m.                         | *kāsī m.                                               | *kāsijaz m. (tardo proto-germanico, dal latino cāseus)              |
| tsjerke             | church       | kirk            | chourch                 | kerk       | kerk f.         | kêrk          | Kirche f.                           | ċiriċe f.                                        | chirihha, *kirihha f.                  | *kirikā f.                                             | *kirikǭ f. (dal greco antico kuriakón "proprio del signore")        |
| sibbe               | sib; sibling | sib             | sibbe (desueto) / meany | -          | sibbe f.        | -             | Sippe f.                            | sibb f. "parentela, pace"                        | sippa f. [cfr. sassone antico: sibbia] | sibbju, sibbjā f.                                      | *sibjō f. "relazione, parentela, amicizia"                          |
| kaai f.             | key          | key             | kei / kie               | sleutel    | sleutel m.      | slueëtel      | Schlüssel m.                        | cǣġ(e), cǣga f. "chiave, soluzione, esperimento" | sluzzil m.                             | *slutilă m., *kēgă f.                                  | *slutilaz m. "chiave"; *kēgaz, *kēguz f. "palo, paletto, picchetto" |
| ha west             | have been    | hae(s)/hiv been | ha bin                  | was gewees | ben geweest     | bin geweis(t) | bin gewesen                         |                                                  |                                        |                                                        |                                                                     |
| twa skiep           | two sheep    | twa sheep       | twye zheep              | twee skape | twee schapen n. | twieë schäöp  | zwei Schafe n.                      | twā sċēap n.                                     | zwei scāfa n.                          | *twai skēpu n.                                         | *twai(?) skēpō n.                                                   |
| hawwe               | have         | hae             | ha                      | het        | hebben          | hebbe, höbbe  | haben                               | habban, hafian                                   | habēn                                  | *habbjană                                              | *habjaną                                                            |
| ús                  | us           | us              | ouse                    | ons        | ons             | os            | uns                                 | ūs                                               | uns                                    | *uns                                                   | *uns                                                                |
| brea                | bread        | breid           | breed                   | brood      | brood n.        | mik, broeëd   | Brot n.                             | brēad n. "briciola, pezzo, boccone" also "pane"  | brōt n.                                | *braudă m.                                             | *braudą n. "cibo cotto, pane lievitato"                             |
| hier                | hair         | hair            | haar                    | haar       | haar n.         | haor          | Haar n.                             | hēr, hǣr n.                                      | hār n.                                 | *hǣră n.                                               | *hērą n.                                                            |
| ear                 | ear          | lug             | lug                     | oor        | oor n.          | oeër          | Ohr n.                              | ēare n. < arcaico *ǣora                          | ōra n.                                 | *aura < *auza n.                                       | *auzǭ, *ausōn n.                                                    |
| doar                | door         | door            | dher                    | deur       | deur f.         | dueër         | Tür f.                              | duru f.                                          | turi f.                                | *duru f.                                               | *durz f.                                                            |
| grien               | green        | green           | green                   | groen      | groen           | greun         | grün                                | grēne                                            | gruoni                                 | *grōnĭ                                                 | *grōniz                                                             |
| swiet               | sweet        | sweet           | sweet                   | soet       | zoet            | zeut          | süß                                 | swēte                                            | s(w)uozi (< *swōti)                    | *swōtŭ                                                 | *swōtuz                                                             |
| troch               | through      | throu           | draugh                  | deur       | door            | doeër         | durch                               | þurh                                             | duruh                                  |                                                        | *þurhw                                                              |
| wiet                | wet          | weet            | weate                   | nat        | nat             | naat          | nass (ortografia tradizionale: naß) | wǣt                                              | naz (< *nat)                           | *wǣtă / *nată                                          | *wētaz / *nataz                                                     |
| each                | eye          | ee              | ei / iee                | oog        | oog n.          | oug           | Auge n.                             | ēage n. < arcaico *ǣoga                          | ouga n.                                | *auga n.                                               | *augō n.                                                            |
| dream               | dream        | dream           | dreem                   | droom      | droom m.        | draum         | Traum m.                            | drēam m. "gioia, piacera, estasi, musica, canto" | troum m.                               | *draumă m.                                             | *draumaz (< *draugmaz) m.                                           |
| stien               | stone        | stane           | sthoan                  | steen      | steen m.        | stein         | Stein m.                            | stān m.                                          | stein m.                               | *staină m.                                             | *stainaz m.                                                         |
| bed                 | bed          | bed             | bed                     | bed        | bed n.          | bed           | Bett n.                             | bedd n.                                          | betti n.                               | *baddjă n.                                             | *badją n.                                                           |

Altri vocaboli con origine varia sono:
| Frisone occidentale | Inglese  | Scots     | Afrikaans   | Olandese                | Limburghese | Tedesco standard                                  | Inglese antico         | Alto tedesco antico                                  | Proto-germanico-occidentale | Proto-germanico       |
| ------------------- | -------- | --------- | ----------- | ----------------------- | ----------- | ------------------------------------------------- | ---------------------- | ---------------------------------------------------- | --------------------------- | --------------------- |
| tegearre            | together | thegither | saam tesame | samen tezamen           | same        | zusammen                                          | tōgædere samen tōsamne | saman zisamane                                       |                             | *tōgadur *samana      |
| hynder              | horse    | pony      | perd        | paard n. ros n. (dated) | perd ros    | Pferd n. / Ross n. (ortografia tradizionale: Roß) | hors n. eoh m.         | (h)ros n. / pfarifrit n. / ehu- (in parole composte) | *hrussă n. / *ehu m.        | *hrussą n., *ehwaz m. |

## Confronto tra le lingue germaniche occidentali

### Panoramica dei principali sviluppi
La seguente tabella mostra una lista di vari sviluppi linguistici caratteristici verificatisi nelle lingue germaniche occidentali e la loro diffusione tra i vari sottogruppi antichi, organizzati grossomodo da nordovest a sudest. Alcuni dei fenomeni riportati, sebbene presenti nelle varietà antiche, potrebbero non esistere più nelle varietà moderne.
|                                                              | Inglese antico | Frisone antico | Sassone antico           | Olandese antico          | Tedesco centrale antico  | Tedesco superiore antico |
| ------------------------------------------------------------ | -------------- | -------------- | ------------------------ | ------------------------ | ------------------------ | ------------------------ |
| Palatalizzazione delle velari                                | Sì             | Sì             | Parziale                 | No                       | No                       | No                       |
| Perdita di arrotondamento delle vocali anteriori arrotondate | ø ma non y     | Sì             | No                       | Dialetti sudorientali    | No                       | No                       |
| Perdita di *-h- intervocalica                                | Sì             | Sì             | In fase di sviluppo      | Sì                       | In fase di sviluppo      | No                       |
| Desinenza in *-(ō)ja- nei verbi deboli della II classe       | Sì             | Sì             | A volte                  | No                       | No                       | No                       |
| Fusione delle forme plurali dei verbi                        | Sì             | Sì             | Sì                       | No                       | No                       | No                       |
| Legge delle spiranti nasali ingevoniche                      | Sì             | Sì             | Sì                       | Rara                     | No                       | No                       |
| Perdita dei pronomi riflessivi                               | Sì             | Sì             | Maggioranza dei dialetti | Maggioranza dei dialetti | No                       | No                       |
| Perdita di *-z finale in parole monosillabiche               | Sì             | Sì             | Sì                       | Sì                       | No                       | No                       |
| Riduzione della III classe debole a quattro verbi residuali  | Sì             | Sì             | Sì                       | Sì                       | No                       | No                       |
| Monottongazione di *ai, *au                                  | Sì             | Sì             | Sì                       | Solitamente              | Parziale                 | Parziale                 |
| Dittongazione di *ē, *ō                                      | No             | No             | Rara                     | Sì                       | Sì                       | Sì                       |
| Desonorizzazione delle occlusive finali                      | No             | No             | No                       | Sì                       | In fase di sviluppo      | No                       |
| Perdita di *h- iniziale davanti a consonante                 | No             | No             | No                       | Sì                       | Sì                       | In fase di sviluppo      |
| Perdita di *w- iniziale davanti a consonante                 | No             | No             | No                       | No                       | Maggioranza dei dialetti | Sì                       |
| Seconda rotazione consonantica                               | No             | No             | No                       | No                       | Parziale                 | Sì                       |

### Sviluppo dei fonemi consonantici
La seguente tabella mostra lo sviluppo delle consonati nei vari continua dialettali/linguistici contemporanei. Sono utilizzati i simboli AFI per evitare qualsiasi confusione dovuta a differenti regole ortografiche. La realizzazione di [r] non è riportata.
C = qualsiasi consonante, A = vocale posteriore, E = vocale anteriore
| Proto germanico occidentale                 | *θ- | *-ð- | *-β- | *-β | *g-           | *-Aɣ-         | *-Eɣ-         | *-Ak- | *-Ak | *-Ek- | *-Ek | *d- | *-d- | *b- | *sA- | *sE- | *sk | *-t- | *-p- | *-tt- | *t- | *-pp- | *p- | *-kk- | *kA- | *kE- |
| ------------------------------------------- | --- | ---- | ---- | --- | ------------- | ------------- | ------------- | ----- | ---- | ----- | ---- | --- | ---- | --- | ---- | ---- | --- | ---- | ---- | ----- | --- | ----- | --- | ----- | ---- | ---- |
| Inglese (RP)                                | θ   | ð    | v    | f   | ??? (f/ɣ/θ/ð) | ??? (f/ɣ/θ/ð) | ??? (f/ɣ/θ/ð) | k     | k    | t̠ʃ    | t̠ʃ   | d   | d    | b   | s    | ʃ    | ʃ   | t    | p    | t     | t   | p     | p   | k     | k    | t̠ʃ   |
| Frisone                                     | t   | ɾ~d  | v    | f   | ??? (f/ɣ/θ/ð) | ??? (f/ɣ/θ/ð) | ??? (f/ɣ/θ/ð) | k     | k    | k     | k    | d   | d    | b   | s    | ʃ    | sk  | t    | p    | t     | t   | p     | p   | k     | k    | t̠ʃ   |
| Basso francone meridionale                  | d   | d    | v    | f   | ɣ             | ɣ             | ɣ             | k     | k    | k     | k    | d   | d    | b   | z    | z    | sx  | t    | p    | t     | t   | p     | p   | k     | k    | k    |
| Basso francone settentrionale               | d   | d    | v    | f   | x             | x             | ç             | k     | k    | k     | k    | d   | d    | b   | z    | z    | sx  | t    | p    | t     | t   | p     | p   | k     | k    | k    |
| Basso tedesco occidentale                   | d   | d    | v    | f   | x             | x             | ç             | k     | k    | k     | k    | d   | d    | b   | z    | z    | ʃ   | t    | p    | t     | t   | p     | p   | k     | k    | k    |
| Basso tedesco centrale e settentrionale     | d   | d    | v    | f   | g             | x             | ç             | k     | k    | k     | k    | d   | d    | b   | z    | z    | ʃ   | t    | p    | t     | t   | p     | p   | k     | k    | k    |
| Basso tedesco orientale                     | d   | d    | v    | f   | g             | ʝ             | ʃ             | k     | k    | k     | k    | d   | d    | b   | z    | z    | ʃ   | t    | p    | t     | t   | p     | p   | k     | k    | k    |
| Tedesco centrale occidentale                | d   | d    | v    | f   | g             | x             | ç             | x     | x    | ʃ     | ʃ    | t   | t    | b   | z    | z    | ʃ   | t    | p    | t͡s    | t͡s  | p     | p   | k     | k    | k    |
| Tedesco centrale intermedio                 | d   | ɾ    | v    | b   | g             | ɣ             | ʝ             | ɣ     | x    | ʒ     | ʃ    | d   | d    | b   | z    | z    | ʃ   | z    | v    | t͡s    | t͡s  | b     | p   | g     | k    | k    |
| Tedesco centrale orientale                  | d   | d    | b    | b   | g             | g             | g             | x     | x    | ʃ     | ʃ    | t   | t    | b   | z    | z    | ʃ   | s    | f    | t͡s    | t͡s  | p     | p   | k     | k    | k    |
| Tedesco superiore settentrionale e centrale | d   | d    | b    | b   | g             | g             | g             | x     | x    | ç     | ç    | t   | t    | b   | z    | z    | ʃ   | s    | f    | t͡s    | t͡s  | p͡f    | p͡f  | k     | k    | k    |
| Tedesco superiore meridionale               | d   | d    | b    | b   | k             | g             | g             | x     | x    | x     | x    | t   | t    | p   | s    |      | ʃ   | s    | f    | t͡s    | t͡s  | p͡f    | p͡f  | k͡x    | k͡x   | k͡x   |

## Dibattito sul germanico occidentale

### Classificazione tradizionale
La classificazione delle lingue germaniche occidentali più comune fino alla prima metà del XX secolo prevedeva una divisione in due gruppi: un ramo "insulare" anglo-frisone e un ramo "continentale" proto-tedesco (Urdeutsch). Le lingue anglo-frisoni erano ulteriormente suddivise in lingue angliche (con l'inglese come principale rappresentante) e lingue frisoni, mentre le lingue germaniche occidentali continentali si dividevano in alto tedesco, basso tedesco e olandese.
L'anglo-frisone veniva visto come separato a causa di alcuni particolari sviluppi fonetici, come la palatalizzazione e affricazione di /k/ davanti a vocali anteriori (esempi: tedesco Käse, olandese kaas - inglese cheese, frisone tsiis; tedesco Kirche, olandese kerk - inglese church, frisone tsjerke ) o la perdita delle nasali davanti alle fricative con conseguente allungamento di compenso (esempi: tedesco fünf – inglese five; tedesco Mund – English mouth). Tuttavia, molte di queste caratteristiche si trovano anche in altre lingue germaniche occidentali, specialmente nelle loro fasi più antiche, motivo per cui questa classificazione tradizionale è stata abbandonata da decenni dalla maggior parte dei linguisti.

### Classificazione di Maurer
1. Germanico del Mare del Nord, precursore del sassone antico, del frisone antico e dell'inglese antico
     2. Germanico settentrionale, precursore del norreno antico
     3. Germanico dell'Oder-Vistola, precursore del gotico e delle altra lingue germaniche orientali
     4. Germanico dell'Elba, precursore dell'alto tedesco e, forse, del longobardo
     5. Germanico del Reno-Weser, precursore del francone antico (e dell'olandese antico)

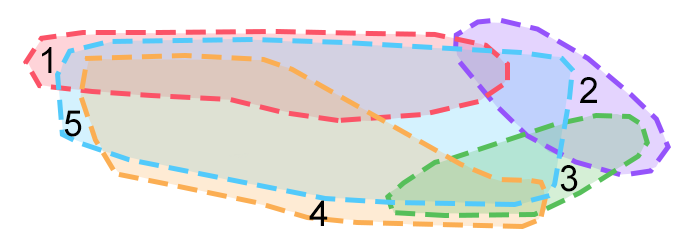
Affinità linguistica storica dei primi centri d'innovazione germanici. In questo schema, le unità linguistiche appartenenti a epoche differenti sono rappresentate in maniera sinottica e perciò appiattite senza dimensione cronologica.
Legenda:
1. Germanico del Mare del Nord, precursore del sassone antico, del frisone antico e dell'inglese antico
2. Germanico settentrionale, precursore del norreno antico
3. Germanico dell'Oder-Vistola, precursore del gotico e delle altra lingue germaniche orientali
4. Germanico dell'Elba, precursore dell'alto tedesco e, forse, del longobardo
5. Germanico del Reno-Weser, precursore del francone antico (e dell'olandese antico)

Nella seconda metà del XX secolo, in aggiunta alla tradizionale divisione di tutte le lingue germaniche in tre gruppi (occidentale, orientale e settentrionale), si fece largo una nuova ipotesi che prevedeva invece una divisione in cinque gruppi. Questa classificazione fu proposta dal linguista tedesco Friedrich Maurer nel 1942 sulla base di una serie di ritrovamenti archeologici, che egli collegò ai dati linguistici. Questa ipotesi presuppone la divisione delle popolazioni germaniche attorno all'inizio dell'era volgare nei cinque seguenti gruppi:
- germani settentrionali o scandinavi
- germani del Mare del Nord (tra cui i Frisi, gli Angli, e i Sassoni)
- germani del Reno-Weser (tra cui i Franchi)
- germani dell'Elba (tra cui gli Alemanni, i Bavari e, forse, i Longobardi)
- germani dell'Oder-Vistola o orientali (tra cui i Goti)

Su queste basi, Maurer refutò i termini Urdeutsch e anglo-frisone, ampiamente diffusi all'epoca, come descrittori adeguati delle ipotetiche protolingue germaniche occidentali. Nel suo modello, invece, il termine tedesco (sia in senso linguistico che etno-culturale) non indica quindi un antico stato iniziale poi frammentatosi, ma piuttosto il risultato di uno sviluppo convergente di molteplici gruppi "germanici occidentali" un tempo culturalmente molto più distanti. Lo stesso discorso vale per i termini alto tedesco e basso tedesco. Maurer, come molti suoi contemporanei, abbandonò il modello ad albero genealogico su cui si basava la classificazione tradizionale, ritenendolo inadeguato a rappresentare in modo sufficientemente accurato le relazioni tra le lingue germaniche.

#### Limiti della teoria di Maurer
Sebbene i punti fondamentali della teoria di Maurer siano stati generalmente accettati dalla comunità accademica, il suo metodo di ricostruzione della storia linguistica sulla base dell'archeologia ha provocato un acceso dibattito ancora oggi aperto. Se infatti una volta si riteneva che specifici ritrovamenti archeologici potessero essere associati in modo univoco a specifici "popoli", scoperte più recenti hanno messo pesantemente in discussione questo approccio e il fatto che quindi, per esempio, il "germanico dell'Elba" si possa considerare un gruppo dialettale unitario solo sulla base di una cultura materiale condivisa. Alcuni critici hanno, al contrario, cercato di dimostrare come popoli con culture materiali molto lontane e dissimili possano comunque avere un'affinità linguistica: a sostegno di questa posizione portarono alcune caratteristiche linguistiche condivise sia dai dialetti alemanni che dalle lingue nordiche. Tuttavia queste somiglianze possono anche essere tranquillamente spiegate come arcaismi preservatisi in entrambi i gruppi poiché entrambi collocati alla periferia del mondo germanico, senza il bisogno di ricorrere a spiegazioni che postulino nuovi raggruppamenti linguistici o antiche interazioni tra popoli.

### Ruolo e validità del germanico occidentale
Olandese antico
     Alto tedesco antico
     Frisone antico
     Sassone antico

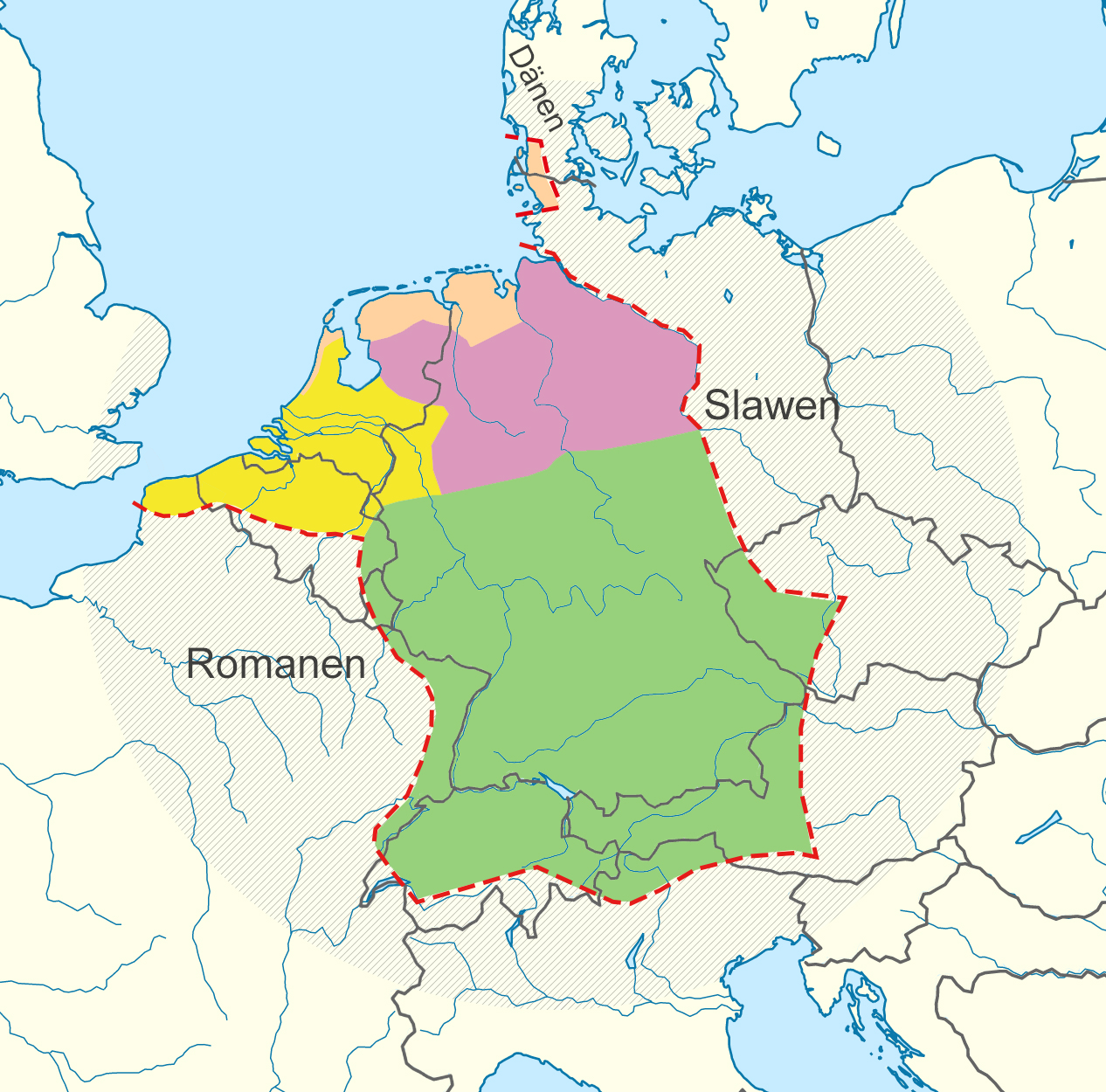
Estensione approssimativa delle lingue germaniche occidentali continentali all'inizio del X secolo:
Olandese antico
Alto tedesco antico
Frisone antico
Sassone antico

La teoria di Maurer lasciava tuttavia aperta la questione di quale fosse il ruolo del raggruppamento "germanico occidentale" all'interno di questa nuova classificazione e i diversi linguisti hanno preso posizioni diverse sulla questione. Queste varie interpretazioni possono essere generalmente raccolte in tre raggruppamenti: uno minimalista, uno massimalista e uno intermedio.

#### Posizione minimalista
Secondo i sostenitori dell'ipotesi minimalista, alla luce dei nuovi raggruppamenti di Maurer, il concetto di "germanico occidentale" andrebbe completamente abbandonato, poiché le lingue che ne farebbero parte mostrano caratteristiche troppo disomogenee per poter essere ricondotte a una singola matrice.

#### Posizione massimalista
I sostenitori dell'ipotesi massimalista, invece, vedono la divisione in cinque gruppi di Maurer solo come un perfezionamento della classica divisione in tre gruppi, considerando il germanico del Mare del Nord, il germanico dell'Elba e il germanico del Reno-Weser come sottogruppi del germanico occidentale. Oltre alle già citate innovazioni fonologiche e morfologiche comuni, i linguisti appartenenti a questa scuola di pensiero portano a sostegno delle loro posizioni anche alcuni arcaismi fono-morfologici e lessicali riscontrabili nelle lingue germaniche occidentali, ma non in quelle settentrionali o orientali, tra cui:
- Preservazione del caso strumentale.[53]
- Preservazioni dei verbi atematici (e.g. inglese antico dō(m), sassone antico dōm, alto tedesco antico tōm "faccio").[54]
- Preservazione di tracce dell'aoristo.[23][55][56]
- Preservazione del grammatischer Wechsel ('alternanza grammaticale') nella maggior parte dei verbi.[57][58]

Tra la fine del XX e l'inizio del XXI secolo, vari linguisti massimalisti hanno pubblicato ricostruzioni lessicali e grammaticali del proto-germanico-occidentale, le più importanti delle quali sono quella di Nielsen del 1981, quella di Klingenschmitt nel 2002, fino alla prima opera monografica sull'argomento di Euler del 2013 (seconda edizione nel 2022).
Nel 2006, Donald Ringe sintetizzò la posizione dei massimalisti:
Da questo passaggio si deduce che, nella visione di Ringe, l'eventuale formazione di uno Sprachbund tra le lingue germaniche occidentali sarebbe da collocarsi in un periodo storico successivo a quello del proto-germanico-occidentale e della sua seguente frammentazione.

#### Posizione intermedia
Tra le due posizioni estreme se ne colloca una intermedia. I sostenitori di questa ipotesi ritengono che le caratteristiche condivise dai vari gruppi germanici occidentali non siano da ricondurre a una comune origine dalla stessa protolingua ma piuttosto a fenomeni di diffusione areale tipici di una lega linguistica (Sprachbund). In quest'ottica, il termine "germanico occidentale" viene reinterpretato come descrittore collettivo di questi fenomeni areali.
Secondo questa interpretazione, anche molte delle già citate innovazioni condivise con le lingue germaniche settentrionali non sarebbero da attribuirsi a una comune discendenza da un ipotetico "proto-germanico-nordoccidentale" ma piuttosto alla diffusione più tarda della medesima lega linguistica, di cui le lingue scandinave costituirebbero un membro periferico. Il rotacismo di /z/, per esempio, era già ampiamente completo nelle lingue "germaniche occidentali" mentre le iscrizioni runiche scandinave distinguevano ancora chiaramente i due fonemi (segno che questa innovazione si era diffusa solo più tardi da sud verso nord). Esistono anche prove che l'abbassamento di *ē ad *ā sia avvenuto prima nelle lingue del Mare del Nord, dell'Elba e del Reno-Weser per poi diffondersi solo in seguito nel gruppo settentrionale: mentre infatti a sud *-ē in fine di parola si è prima abbassata e poi abbreviata risultando in *-a, a nord l'abbreviamento è avvenuto prima risultando in *-e che si è poi fusa con *-i.